# Электрик (цвет)
Электри́к (фр. électrique — «электрический») — цвет, определяемый как голубовато-синий или синий с серым отливом. Упоминается со второй половины XIX в. Цвет электрик был особенно популярен в конце XIX — начале XX вв. как в женской, так и в мужской одежде.
Получил широкую известность в России благодаря тому, что считается официальным цветом спортивного общества «Динамо». Кроме того, является официальным цветом эквадорского футбольного клуба «Эмелек».